# Hybomitra hearlei
Hybomitra hearlei är en tvåvingeart som först beskrevs av Philip 1936.  Hybomitra hearlei ingår i släktet Hybomitra och familjen bromsar. Inga underarter finns listade i Catalogue of Life.